# Przeplatki nad Bystrzycą
Przeplatki nad Bystrzycą (kod PLH020055) – specjalny obszar ochrony siedlisk sieci Natura 2000, zlokalizowany na terenie województwa dolnośląskiego.
Obszar obejmuje powierzchnię 843,69 ha
Teren składający się z trzech powiązanych ze sobą enklaw wyznaczony został w celu długotrwałego zabezpieczenia naturalnych siedlisk życia oraz populacji zagrożonych wymarciem gatunków zwierząt (z wyłączeniem ptaków) takich jak: modraszek nausitous, modraszek telejus, mopek, nocek duży, pachnica dębowa, piskorz, przeplatka maturna, różanka, trzepla zielona, wydra.

## Sidliska pod ochroną
- starorzecza i naturalne eutroficzne zbiorniki wodne ze zbiorowiskami z Nympheion, Potamion
- nizinne i podgórskie rzeki ze zbiorowiskami włosieniczników (Ranunculion fluitantis)
- zmiennowilgotne łąki trzęślicowe (Molinion)
- ziołorośla górskie (Adenostylion alliariae) i ziołorośla nadrzeczne (Convolvuletalia sepium)
- niżowe i górskie świeże łąki użytkowane ekstensywnie (Arrhenatherion elatioris)
- grąd środkowoeuropejski i subkontynentalny (Galio-Carpinetum, Tilio-Carpinetum)
- łęgi wierzbowe, topolowe, olszowe i jesionowe (Salicetum albo-fragilis, Populetum albae,Alnenion glutinoso-incanae) i olsy źródliskowe
- łęgowe lasy dębowo-wiązowo-jesionowe (Ficario-Ulmetum)